# Noegus pallidus
Noegus pallidus är en spindelart som först beskrevs av Cândido Firmino de Mello-Leitão 1947.  
Noegus pallidus ingår i släktet Noegus och familjen hoppspindlar. Inga underarter finns listade i Catalogue of Life.